# 東濃鉄道
東濃鉄道株式会社（とうのうてつどう、英文社名：Tohnoh Tetsudou Co., Ltd. ）は、岐阜県東南部（東濃地方）を営業エリアとする名鉄グループのバス専業事業者。通称は「東鉄バス」で、この通称は会社でも公式に使用している。
かつては笠原線と駄知線の2つの鉄道路線を有する鉄道事業者であったが、1978年までに2路線とも廃止されている。鉄道路線の廃止後も社名変更せず、バス事業のみを継続している。
高速路線に岐阜県多治見市・可児市と愛知県名古屋市や東京都を結ぶ路線を持ち、一般路線では岐阜県多治見市・土岐市・瑞浪市・恵那市・可児市・美濃加茂市・可児郡御嵩町・加茂郡八百津町に路線網を持つ。

## 歴史
- 1944年（昭和19年）3月1日 - 駄知線の前身である駄知鉄道、笠原線の前身である笠原鉄道など6社が合併し、東濃鉄道株式会社を設立する。同日より笠原線（多治見駅 - 笠原駅4.9km）および駄知線（土岐津駅 - 東駄知駅10.4km）の鉄道事業と周辺地域における乗合バス事業を開始する。
- 1949年（昭和24年）12月 - 貸切バス事業を開始する。
- 1961年（昭和36年）[2] - 多治見駅南口に鉄筋コンクリート製5階建て[要出典]の「東鉄ビル」が竣工し、本社・バス待合室のほか多くのテナントが入居する。
- 1971年（昭和46年）5月1日 - 名古屋鉄道への第三者割当増資を実施、同社より役員を受け入れ名鉄グループの一員となる。
  - 6月12日 - 乗客数の減少により、笠原線の旅客営業を休止し、同線は貨物営業のみとなる。
- 1972年（昭和47年）7月13日 - 昭和47年7月豪雨により駄知線土岐市駅 - 神明口駅間の土岐川鉄橋が流失する。資金の不足のため復旧が困難なことから、駄知線は営業休止となる。
- 1974年（昭和49年）10月21日 - 駄知線は営業休止のまま、全線（土岐市駅 - 東駄知駅10.4km）が廃止される。
- 1978年（昭和53年）11月1日 - 笠原線（多治見駅 - 笠原駅4.9km）が廃止され、これをもって鉄道事業から撤退する。
- 1996年（平成8年）12月 - 本社を移転する[3]。1996年12月まで本社が置かれていた「東鉄ビル」。本社移転後も関連会社などが入居していたが、2012年2月に解体[要出典]その後、建て替えられた。（多治見駅前）

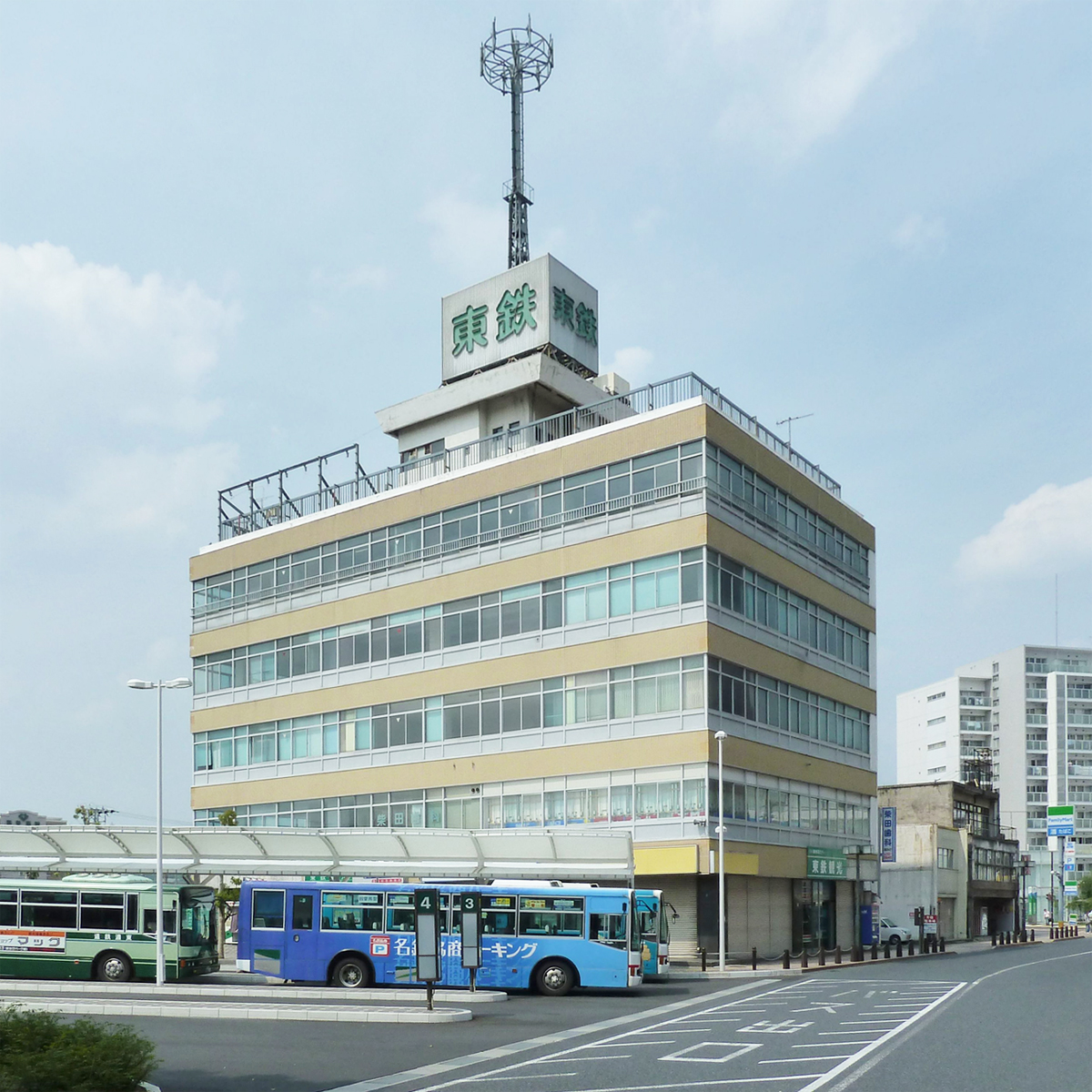
1996年12月まで本社が置かれていた「東鉄ビル」。本社移転後も関連会社などが入居していたが、その後、建て替えられた。（多治見駅前）

- 1997年（平成9年）3月 - 愛知県西加茂郡小原村・東加茂郡旭町（小原村・旭町とも現・豊田市）の一般路線から撤退[4]。
- 2001年（平成13年）10月20日 - 高速バス路線の運行を開始する。
- 2006年（平成18年）7月20日 - 新宿駅と多治見市・可児市間を結ぶ高速バスの運行を開始する。
- 2009年（平成21年）10月1日 - 西可児 - 名古屋線の単独運行を開始する。
- 2013年（平成25年）4月1日 - 同じ名鉄グループの一員である北恵那交通から観光バス事業の営業譲渡を受ける。
- 2019年（平成31年）3月31日 - 深夜バスを廃止(ホワイトタウン線、都市間高速 可児多治見〜名古屋線)
- 2019年（令和元年) 9月30日 - 土岐営業所(土岐市駄知町)を多治見営業所(多治見市笠原町)に統合。
- 2019年（令和元年）6月1日 - 中央ライナー可児号のダイヤ改正と同時に同号のジェイアールバス関東運行便の運行受託を開始。
- 2020年（令和2年)　10月1日 - 東鉄観光株式会社を吸収合併。
- 2021年（令和3年)　
  - 3月8日 - 「とうてつ1日乗車券」を発売。
  - 4月1日 - 中央ライナー可児号夜行便をドリーム可児号と改名し、可児駅前へ乗り入れ、東京駅八重洲口まで延伸。
  - 7月3日 - 名鉄バスが運行していた名古屋・土岐線を当社へ移管の上、名古屋 - 土岐プレミアム・アウトレット線として運行開始[5]。
  - 　10月1日 - 土岐プラズマ・リサーチパーク線(土岐市駅前〜土岐プレミアム・アウトレット)の名称を土岐プレミアム・アウトレット線と改名し、2022年3月末までテラスゲート土岐への乗り入れ実証実験を開始。
  - 10月9日 - 特定日や一日に数本のみのバス路線に乗る「とうてつレアバスラリー」を開始。
- 2022年（令和4年）
  - 5月28日 - 東濃鉄道駄知線（旧:駄知鐡道）開業100周年記念として、駄知鐡道廃線跡を歩くウォーキングイベント、バス撮影会、バス部品等の物品販を行うイベントを開催。
  - 7月1日 - 名鉄グループのバス事業再編により設立された中間持株会社「名鉄グループバスホールディングス」の傘下に入る[1][6][7][8]。グループ会社の東鉄タクシー株式会社と東鉄商事株式会社も同時に名鉄グループバスHD傘下入り[6][7]。

## バス路線

### 高速路線
＊高速バスは全て可児営業所の管轄（馬籠線を除く）
- 高速バスではmanaca等の交通系ICカードは利用不可(桜ヶ丘ハイツ - 名古屋線の名鉄バス担当便では利用可能)

長距離路線
- 可児・多治見 - 新宿線
  - 可児車庫 - 可児駅 - 多治見駅 - 中津川駅⇔バスタ新宿 - 東京駅
    - 昼行便は「中央ライナー可児号」、夜行便は「ドリーム可児号」として運行
    - JRバス関東と共同運行
    - 2019年6月1日よりJRバス関東運行便も運行を受託
    - 2021年4月1日より、可児駅前乗り入れ開始、東京駅八重洲口まで延伸(バスタ新宿経由)

中・短距離路線
- 桜ヶ丘ハイツ - 名古屋線
  - 可児車庫 - 桂ヶ丘 - 皐ヶ丘 - 桜ヶ丘 - 名鉄緑台 - 金岡町4丁目⇔桃花台⇔栄 - 名鉄バスセンター
    - 名鉄バスと共同運行(春日井営業所が担当。名鉄バスのみmanaca等のICカードが利用可能)
    - 一部便は、桂ヶ丘3丁目始発・桂ヶ丘1丁目終着で運行。
- 西可児 - 名古屋線
  - 可児車庫 - 可児市役所前 - 鳴子公園 - （リトルワールド） - 入鹿池口⇔桃花台⇔栄 - 名鉄バスセンター
    - 名古屋を午前に発車する便と、可児を午後に発車する便はリトルワールド経由で運行される。
- 名古屋 - 馬籠・妻籠線（季節運行）［多治見営業所］
  - 名鉄バスセンター⇔馬籠 - 妻籠
    - 名古屋発の便は馬籠にて散策時間（約2時間）が設けられている。
    - 名鉄バスと共同運行
    - 東濃鉄道多治見営業所の一般貸切車両での運行
- 名古屋 - 土岐プレミアム・アウトレット線（土曜・休日、バーゲンセール期間の平日のみ運行）
  - 名鉄バスセンター - 桃花台 ⇔ 土岐プレミアム・アウトレット
    - 2021年7月3日、名鉄バスから移譲する形で運行開始[5]。
    - 栄には停車しない。

### 一般路線
◎は、地域間幹線系統として、国・岐阜県・自治体の補助を受ける。

#### 多治見駅発着
太字で表示された区間は、「200円バス」（多治見市内平日昼間時運賃割引制度）の対象区間を示す。
「200円バス」とは、多治見市内を平日10時から16時に発着するバスを多治見市内相互に利用した場合、最大運賃を200円とする制度である。
(200円バス制度は2024年9月30日をもって廃止)
- 多治見西部線[多治見営業所]

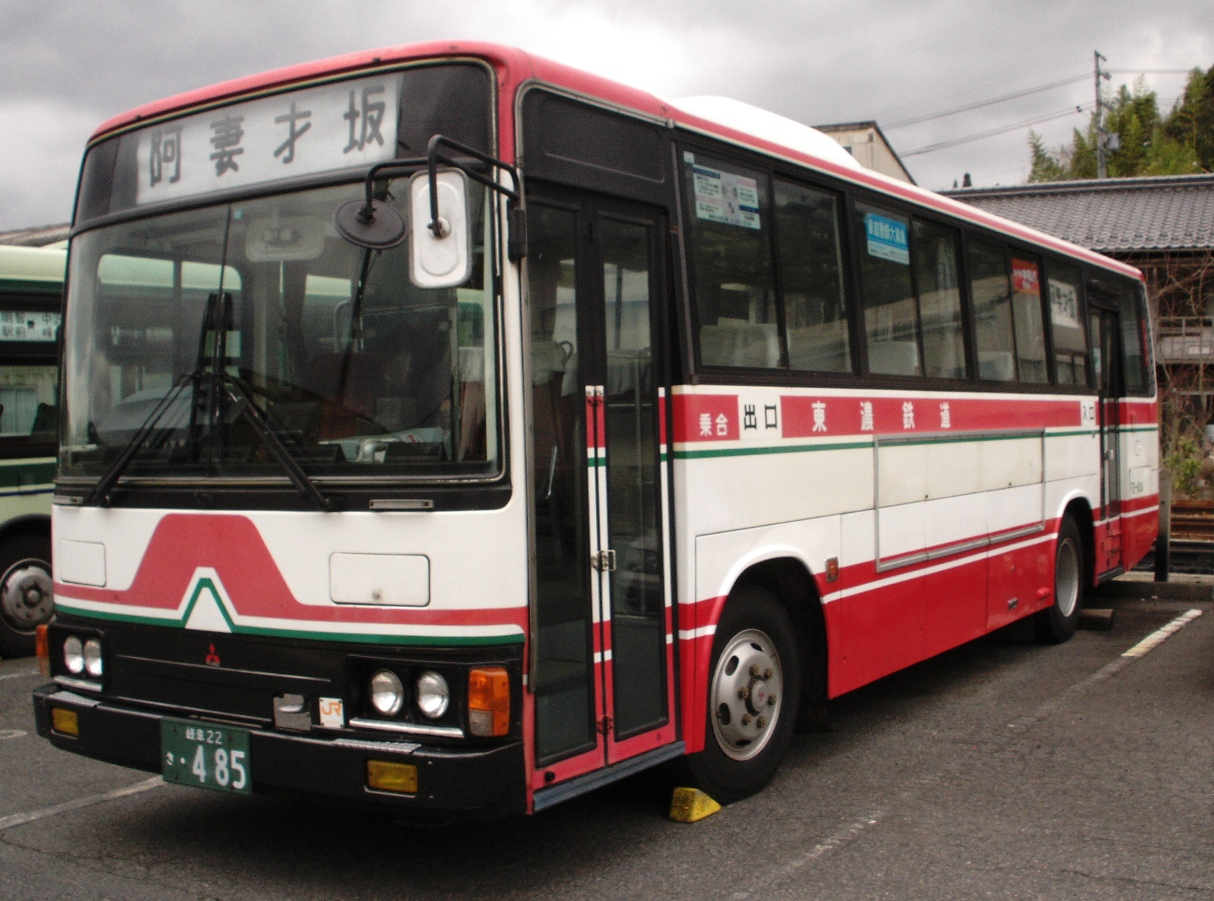
名鉄グループ共通デザインの塗装（明智駅前）

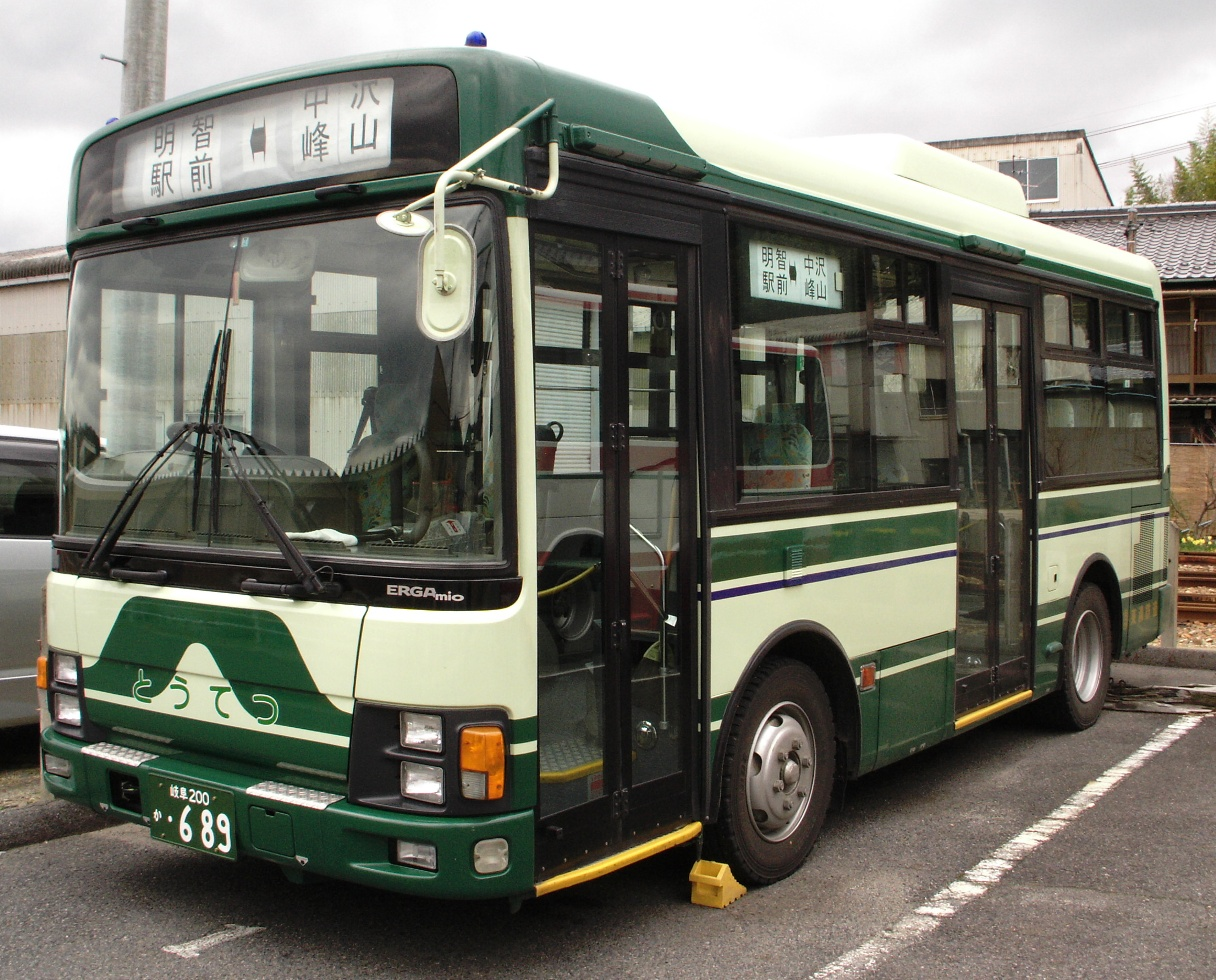
一般路線の懐古調塗装（明智駅前）

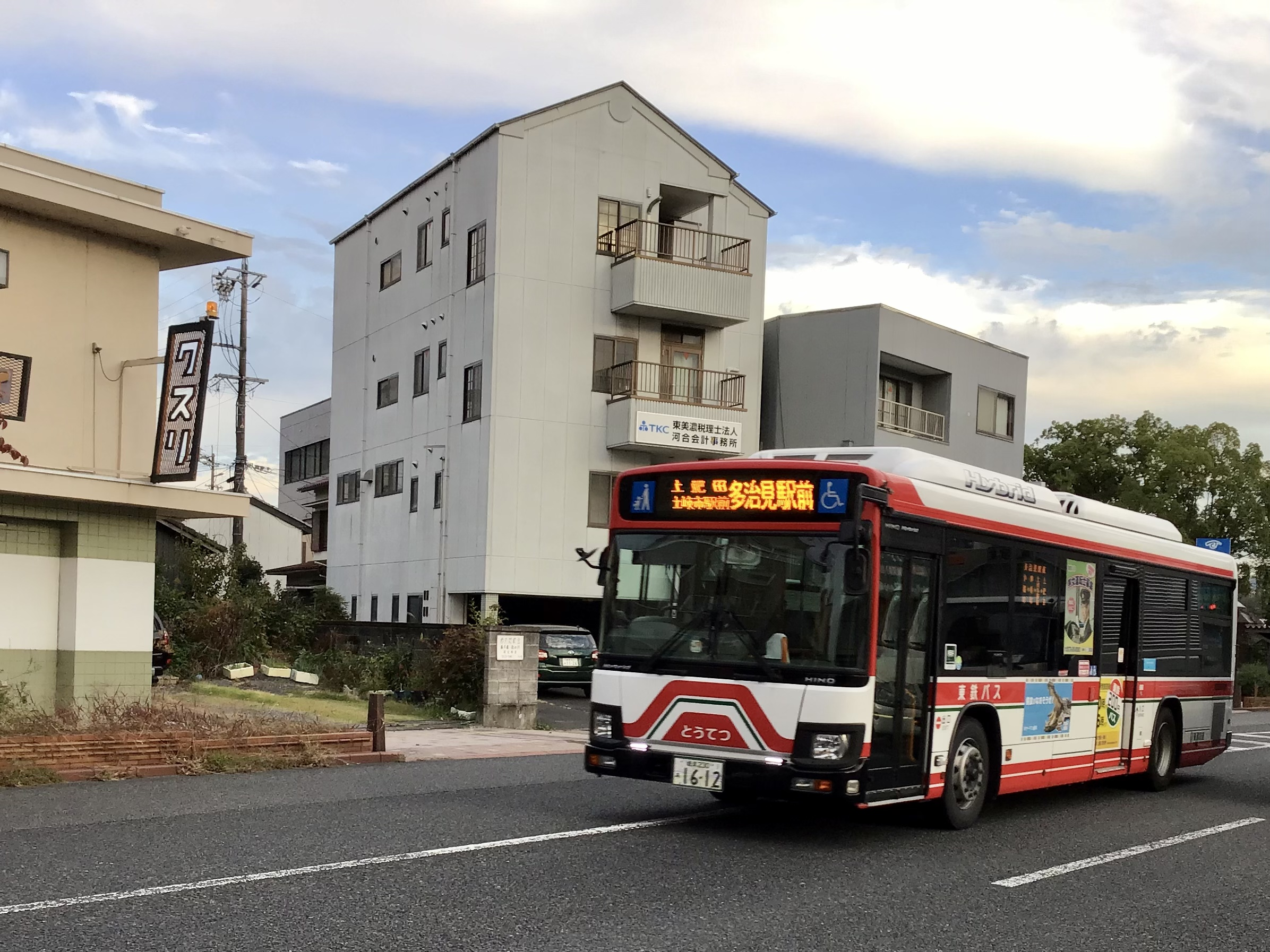
ハイブリッドバス(日野 ブルーリボンハイブリッド)（多治見駅前周辺）

2024年4月1日ダイヤ改正より、既存のホワイトタウン線、下半田川線、県病院線、多治見＝イオンモール土岐線、多治見市内線を統合して、多治見西部線に改称変更した。
- - 桃山台→平安台→多治見ホワイトタウン→多治見駅前（北循環）（桃山台始発）
  - 白鳳台→天平台→桃山台→平安台→多治見ホワイトタウン→多治見駅前（南北循環）（朝ラッシュ時のみ）
  - 多治見駅前→多治見ホワイトタウン→白鳳台→天平台→桃山台→平安台→多治見ホワイトタウン→多治見駅前 （南北循環）
  - 多治見駅前→多治見ホワイトタウン→白鳳台→天平台→桃山台→平安台（南北循環）（夕ラッシュ時のみ）

※平日朝ラッシュ時、白鳳台〜陶都大橋までで乗車の際は前乗り運賃先払いとなる。
- - 多治見駅前→多治見市民病院前→県病院→多治見ホワイトタウン
  - 多治見駅前→多治見市民病院前→県病院→多治見ホワイトタウン→ 白鳳台→天平台→桃山台→平安台→多治見ホワイトタウン→多治見駅前
  - 白鳳台→天平台→桃山台→平安台→多治見ホワイトタウン→陶都大橋→多治見駅前→多治見サービスセンター→イオンモール土岐
  - 白鳳台→天平台→桃山台→平安台→多治見ホワイトタウン→県病院→多治見市民病院前→多治見駅前→多治見サービスセンター→イオンモール土岐
  - イオンモール土岐→多治見サービスセンター→多治見駅前→陶都大橋→多治見ホワイトタウン→白鳳台→天平台→桃山台→平安台
  - 多治見駅前→多治見市民病院前→県病院→多治見ホワイトタウン→ 白鳳台→天平台→桃山台→平安台→多治見ホワイトタウン→県病院→多治見市民病院前→多治見駅前
  - 多治見駅前→多治見ホワイトタウン→ 白鳳台→天平台→桃山台→平安台→多治見ホワイトタウン→県病院→多治見市民病院前→多治見駅前

唯一県境を越えて愛知県瀬戸市に乗り入れる。2002年に廃止されたジェイアール東海バスの路線（瀬戸市駅 - 瀬戸記念橋 - 多治見駅前間）の一部区間代替という役割も持つ。
- - 多治見駅前 - 陶都大橋 - TYK体育館前 - 市之倉 - 南市之倉 - 下半田川　◎
  - 多治見駅前→多治見市民病院前→県病院→多治見ホワイトタウン→TYK体育館前→市之倉→南市之倉→下半田川　◎
  - 多治見駅前 - 陶都大橋 - 多治見ホワイトタウン - TYK体育館前 - 市之倉 - 南市之倉 - 下半田川　◎
  - 多治見駅前→北高正門前→多治見サービスセンター→イオンモール土岐
  - 多治見駅前→北高正門前→多治見サービスセンター
  - 多治見駅前 - 多治見サービスセンター
  - 多治見駅前 - 多治見サービスセンター - イオンモール土岐
  - イオンモール土岐 - 多治見駅前【直行】
- 笠原線[多治見営業所]
  - 多治見駅前 - 大畑 - 滝呂 - 笠原車庫前 - モザイクタイルミュージアム - 東草口　◎
  - 多治見駅前 - 大畑 - 滝呂 - 笠原車庫前 - モザイクタイルミュージアム - 羽根　◎
  - 多治見駅前 - 大畑 - 滝呂 - 笠原車庫前 - 梅平団地
  - 多治見駅前 - 大畑 - 滝呂 - 笠原車庫前　◎
- 土岐＝多治見線[多治見営業所]
  - 多治見駅前 - 本町7丁目 - 生田橋 - イオンモール土岐 - 土岐市役所前 - 土岐市駅前
- 瑞浪=東駄知=多治見線[多治見営業所]
  - 多治見駅前 - TYKスポーツパーク口 - 下沢 - 小谷口 - 下石貢 - 東駄知 - 上山田 - 瑞浪駅前　◎
  - 多治見駅前 - TYKスポーツパーク口 - タウン滝呂センター - 下石貢 -東駄知　◎
  - 多治見駅前 - TYKスポーツパーク口 - 下沢 - 小谷口 - 下石貢 - 東駄知 - 堀越　◎
  - 多治見駅前→TYKスポーツパーク口→タウン滝呂センター→下石貢　◎
- 妻木線[多治見営業所]
  - 多治見駅前 - TYKスポーツパーク口 - 下沢 - 小谷口 - 妻木上郷
  - 多治見駅前 - TYKスポーツパーク口 - タウン滝呂センター - 妻木上郷
  - 多治見駅前 - TYKスポーツパーク口 - 下沢 - 小谷口 - 紅陵高前 - 土岐紅陵高校
  - 多治見駅前 - TYKスポーツパーク口 - タウン滝呂センター - 紅陵高前 - 土岐紅陵高校
- 滝呂台線[多治見営業所]
  - 多治見駅前 - TYKスポーツパーク口 - タウン滝呂センター - 滝呂台 - 笠原車庫前　◎
- 学園都市線[多治見営業所]
  - 多治見駅前 - TYKスポーツパーク口 - タウン滝呂センター - 核融合科学研究所(NIFS) - 土岐プレミアム・アウトレット　◎
  - 多治見駅前 - TYKスポーツパーク口 - タウン滝呂センター - 核融合科学研究所(NIFS)

　ラッシュ時は多治見駅前 - 核融合科学研究所間で直行便を運行（夕方、帰りの便のみ前乗り運賃先払いとなる）
- 緑ヶ丘線[可児営業所]
  - 桜ヶ丘1丁目→桂ヶ丘1丁目→緑ヶ丘団地→可児駅前→可児高校前(休講日は可児駅前終着)
  - 可児駅前→緑ヶ丘団地→桂ヶ丘3丁目→桜ヶ丘1丁目→光ヶ丘→多治見駅北口
  - 可児高校前→可児駅前→緑ヶ丘団地→桂ヶ丘3丁目→桜ヶ丘1丁目(休講日は可児駅前始発)
- 小名田線(旧:久々利線)[可児営業所]
  - 多治見駅北口 - 虎渓山口 - 小名田町 - 小名田小滝
  - 多治見駅北口 - 虎渓山口 - 東濃西部総合庁舎前 - 小名田町 - 小名田小滝
- 名鉄緑台線[可児営業所]
  - 旭ヶ丘9丁目→明和団地→名鉄緑台→多治見駅北口
- 桜ヶ丘ハイツ線[可児営業所]
  - 多治見駅北口 - 光ヶ丘 - 桜ヶ丘1丁目 - 皐ヶ丘9丁目
  - 多治見駅北口 - 名鉄緑台 - 桜ヶ丘1丁目 - 皐ヶ丘9丁目
  - 可児車庫・桂ヶ丘3丁目→皐ヶ丘9丁目→桜ヶ丘1丁目→名鉄緑台→多治見駅北口
  - 多治見駅北口→名鉄緑台→桜ヶ丘1丁目→皐ヶ丘9丁目→桂ヶ丘1丁目・可児車庫

　　　桂ヶ丘～可児車庫 は、2024年6月1日より一部の便に限り運行。

#### 土岐市駅発着
- 土岐=下石=東駄知線[多治見営業所]
  - 土岐市駅前 - 土岐市役所前 - 土岐総合病院前 - 下石  - 山神温泉口 - 東駄知
  - 土岐市駅前 - 土岐市役所前 - 病院口 - 下石  - 山神温泉口 - 東駄知
  - 土岐市駅前→土岐市役所前→病院口→下石→ウエルフェア土岐→山神温泉口→東駄知
  - 土岐市駅前→土岐市役所前→土岐総合病院前→下石→紅陵高前→土岐紅陵高校
  - 東駄知→山神温泉口→土岐紅陵高校→紅陵高前→下石→土岐総合病院前→土岐市役所前→土岐市駅前

- 土岐=妻木線[多治見営業所]
  - 妻木上郷→下石→土岐総合病院前→土岐市役所前→土岐市駅前
- 土岐=笠原線[多治見営業所]
  - 土岐市駅前 - 土岐市役所前 - 病院口 - 下石 - 昭和農園前 - 小谷 - 笠原 - 笠原車庫前
- 土岐＝多治見線[多治見営業所]
  - 土岐市駅前 - 土岐市役所前 - イオンモール土岐 - 生田橋 - 本町7丁目 - 多治見駅前
- 土岐西部丘陵線[多治見営業所][10][11][12]
  - 土岐市駅前 - 土岐市役所前 - 上田 - テラスゲート土岐 - 土岐プレミアム・アウトレット - イオンモール土岐
    - 「土岐プレミアム・アウトレット」~「イオンモール土岐」間は2022年10月4日から運行開始
- 東濃フロンティア高校線[多治見営業所]
  - 土岐市駅前 - 大富 - 河合 - 特別支援学校前 - 東濃フロンティア高校

　　　(休講日は一部運休)

#### 瑞浪駅発着
- 瑞浪=東駄知=多治見線[多治見営業所]
  - 多治見駅前 - TYKスポーツパーク口 - 下沢 - 小谷口 - 下石貢 - 東駄知 - 上山田 - 瑞浪駅前　◎

- 明智線[多治見営業所]
  - 瑞浪駅前 - 稲津公民館前 - 川折 - 大川 - 陶町口 - 吹越 - 明智駅前　◎

#### 恵那駅発着
- 恵那峡線[恵那営業所]
  - 恵那駅前 - 土々ヶ根 - 恵那峡（循環）
- 大井町西線[恵那営業所]
  - 恵那駅前 - 公園口 - 新岡瀬沢 - 東鉄恵那車庫
    - 2021年4月1日：運行開始
- 大井町東線[恵那営業所]
  - 恵那駅前 - 雀子ヶ根 - 東鉄恵那車庫
    - 2021年4月1日：運行開始

#### 可児駅発着
- 八百津線[可児営業所]
  - 可児駅前 - 可児川合 - 可茂特別支援学校前

　　 （休講日は運休）
- ぎふワールド・ローズガーデン線(2021年10月9日より、花フェスタ公園線　から　ぎふワールド・ローズガーデン線に名称変更)
  - 可児駅前 - 可児市役所前 - （直行） - ぎふワールド・ローズガーデン
  - 可児駅前 - 可児市役所前 - 羽生ヶ丘 - ぎふワールド・ローズガーデン
    - 2015年4月6日より季節運行化（毎年4月第2土曜～6月第4日曜日の土曜・休日）
- 緑ヶ丘線[可児営業所]
  - 可児駅前→緑ヶ丘団地→桂ヶ丘3丁目→桜ヶ丘1丁目→光ヶ丘→多治見駅北口
  - 可児高校前 - 可児駅前 - 桜ヶ丘1丁目

　　（休講日は可児高校前〜可児駅前 運休）

#### 西可児駅発着
- 帷子線[可児営業所]
  - 西可児駅前 - 帷子 - 菅刈 - 鳩吹台 - 緑
  - 西可児駅前 - 長坂3丁目 - 長坂8丁目
  - 光陽台2丁目→愛岐ヶ丘3丁目→西可児駅前
  - 西可児駅前 - 愛岐ヶ丘3丁目 - 光陽台6丁目（循環）
  - 西可児駅前→愛岐ヶ丘3丁目→光陽台3丁目

#### 美濃太田駅発着
- 八百津線[可児営業所]
  - 中部国際医療センター - 美濃太田駅 - 可茂特別支援学校前 - 牧野 - 和知 - 八百津ファミリーセンター前　◎
  - 美濃太田駅 - 可茂特別支援学校前 - 牧野 - 和知 - 八百津高校　◎
  - 美濃太田駅→可茂特別支援学校前→牧野→和知→八百津ファミリーセンター前　◎

### 主な廃止路線
- 名多線（名鉄バスセンター～多治見駅前）(名鉄バスと共同運行であった):1995年廃止
- 小原線（陶町口 - 小原中部小学校）:1997年4月廃止
- 小渡=小田子線（明智駅前 - 小渡）:1997年4月廃止
- 清水ヶ丘線（可児駅前 - 清水ヶ丘 - 西可児駅前） : 2000年9月30日廃止
- 美濃太田=御嵩線・美濃焼団地線（美濃太田駅 - 日本ライン今渡駅前 - 御嵩駅前 - 鬼岩公園前 - 土岐市駅前） : 2000年9月30日廃止。旧鬼岩公園線。
- 泉ヶ丘線（土岐市駅前 - 久々利大平） : 2000年9月30日廃止
- 広見線（可児駅前 - 日本ライン今渡駅前 - 美濃太田駅） : 2006年9月30日廃止
- 旭ヶ丘＝小泉線(部分的に廃線)  (北丘団地 - 旭ヶ丘十丁目)   :　2009年4月4日廃止
- 可児車庫線（可児駅前 - 可児市役所前 - 可児車庫） : 2009年4月4日廃止
- 瑞浪＝駄知＝多治見線(部分的に廃線)（瑞浪駅前 - 上山田 - 駄知 - 下石 - 総合病院前） : 2009年4月4日廃止
- 北山線（八百津ファミリーセンタ前 - 北山 - 久田見）：2014年10月1日廃止
- 瑞浪=土岐線（土岐総合病院前 - 土岐市駅前 - 瑞浪駅前）：2015年4月5日廃止
- 旭ヶ丘＝小泉線(部分的に廃線)　(県病院 - 小泉町八丁目 - 北丘団地)　: 2015年4月5日廃止
- 久々利線（可児駅前 - 久々利 - 小名田小滝・久々利大平）：2015年9月30日廃止
- 可児市役所前 - 名古屋線　(可児車庫前 - 可児市役所前 - 清水ヶ丘 - 光ヶ丘 - 名鉄バスセンター)　: 2018年3月31日廃止
- 笠原線(部分的に廃線) (羽根 - 柿野温泉前 - 曽木中切)  ：2018年3月31日廃止
- グランド循環線（多治見駅前 - 多治見総合グランド口 - 多治見駅前）：2019年3月31日廃止
- 市之倉ハイランド線（多治見駅前 - 陶都大橋・多治見市民病院前 - 市之倉ハイランド）：2020年3月31日廃止
- 旭ヶ丘循環線（多治見駅北口 - 西高前 - 大森口 - 旭ヶ丘十丁目 - 明和団地 - 名鉄緑台 - 多治見駅北口）（多治見駅北口 - 名鉄緑台 - 明和団地 - 旭ヶ丘十丁目 - 大森口 - 西高前 - 多治見駅北口）：2020年3月31日廃止
- 中津川線（恵那駅前〜三坂〜坂本駅前〜三菱工場前〜中津川駅前）(恵那駅前〜三坂〜坂本駅前〜中津川市民病院前）（恵那駅前〜東岡瀬沢）：2021年3月31日廃止
- 蛭川線（恵那駅前〜(恵那峡)〜蛭川和田）：2021年3月31日廃止
- 八百津線(部分的に廃止)(可児駅前〜可児川合〜牧野〜和知〜八百津ファミリーセンター)(加茂特別支援学校止は継続)(美濃太田駅発着系統は継続) ：2021年3月31日廃止

### 運行受託
かつて東濃鉄道が運行していた路線を自治体へ委譲したのちコミュニティバスとして運行している路線のほか、名鉄バス春日井営業所、一宮営業所の一部の路線の運行も受託している。
- 多治見市自主運行バス（多治見市）
- ききょうバス（多治見市）
- 土岐市民バス（土岐市）
- YAOバス（可児市・八百津町・御嵩町）
- 恵那市自主運行バス（恵那市）
- さつきバス（可児市）
- 御嵩町ふれあいバス（御嵩町）
- 名鉄バス春日井市民病院線（春日井営業所）、東野線（春日井営業所）、岩倉線（一宮営業所）

#### 過去の運行受託
- 八百津町コミュニティバス「802」（八百津町）

## 営業所
小牧所属車のみ尾張小牧ナンバーが付いており、他の営業所の車両は全て岐阜ナンバーである。小牧営業所では名鉄バス春日井営業所管内の一部便と岩倉駅-小牧駅、岩倉駅-間内駅の全ての便を担当する。
- 多治見営業所(多治見市笠原町、旧笠原駅):旧名、笠原営業所:主に多治見市、土岐市、瑞浪市、恵那市(明智線のみ)、及びにききょうバス、多治見市自主運行バス、土岐市民バスの運行委託便を担当。
  - 三ノ倉車庫(多治見市三ノ倉町):多治見市自主運行バス 諏訪線のバスが常駐。
  - 明智車庫(恵那市明智町駅前町):主に明智線の運行を行うバスが常駐
- 恵那営業所（恵那市大井町):主に恵那市、及びに恵那市自主運行バスの運行。
  - 中野方車庫(恵那市中野方町):主に恵那市自主運行バスの中野方線で運行を行うバスが常駐
- 可児営業所（可児市石井): 多治見市(多治見駅北口発着便のみ)、可児市、御嵩町、美濃加茂市、及びに可児市、八百津町、御嵩町の自主運行バスの運行委託を担当。
  - 大宮車庫(八百津町八百津):八百津町内、美濃加茂市内の運行を行うバスが常駐。
- 東鉄観光バスセンター小牧営業所（愛知県小牧市大草):主に岩倉・小牧線【61】岩倉駅東口　- 桜井 - 小牧駅、【63】岩倉駅東口　-　小牧市民病院　-　小牧駅、【65】岩倉駅東口　-　小牧市役所 -　小牧駅、【62】岩倉駅東口 - 桜井 - 住友理工前と、間内・岩倉線【69】岩倉駅東口　- 間内駅の名鉄バス春日井営業所からの委託路線を担当。

## バス車両
名鉄グループであるため、三菱ふそう車が多く在籍するが、名鉄傘下となるのが比較的遅かったこともあり独自性が残されており、UDトラックス（旧:日産ディーゼル）製も多く導入されたのが特徴である。
なお、富士重工業が2003年3月にバス車体製造から撤退した際、最後の生産車となったのが東鉄の観光バス（日産ディーゼル・スペースアロー）2台であった。東鉄としては、今後も富士重工業に架装して欲しい旨を伝えたものの、撤退の意向は変わらなかったことから、せめて最後の生産車を購入したいと意向を伝えたことで、次年度の購入予定を前倒しして実現したという。以後はUDトラックスのバス製造・販売事業撤退まで西日本車体工業（西工）製で納入された。現在は路線・貸切バス共に三菱製・日野（ジェイ・バス）製の車両が投入されている。
近年は親会社である名鉄バスで使っていた路線バスを買い取り、塗装はそのままで名鉄バスの車番や営業所表記や「名鉄バス」の文字だけ剥がし、白色や緑色で「とうてつ」という文字が貼られている。主に恵那営業所、可児営業所に在籍する。主に導入される車種はエアロスター、エアロミディ、日野レインボーである。
一般路線車の塗装は、名鉄傘下に入ってからは名鉄グループカラー（赤+白）に変更を迫られるが、窓下にグリーンの帯を入れることで独自性を主張した。近年グループカラーが強制されなくなったことから、新車は傘下入り前のグリーンの濃淡を使った塗装で購入されているが、一方で観光バスに近いイメージのオリジナル塗装も登場している。また、2013年より創立70周年を記念してボンネットバスに使用された塗装を再現した復刻塗装が登場している。三菱ふそう エアロスターが3台記念車両として導入された。3台のうち1台は途中の三菱ふそうのモデルチェンジにより、1台のみヘッドライト等の形状が異なっている。3台とも車内は当時を再現すべく木目を基調した床のデザインになっている。また、シートも当時を再現すべく、緑色が採用されている。また、ナンバープレートも当時のボンネットバスと同じ「590」が希望ナンバーで装着されている。もう1台の記念車両は「591」、最後の3台目だけ理由不詳だが希望ナンバーではなく「1673」が装着されている。その後も復刻塗装車が少しではあるが導入されている。
観光バス・高速バスは、白に名鉄カラーの赤と東鉄のグリーンに、花や鳥の絵が描かれており、名鉄グループでありながらオリジナリティを出しているのが特徴である。なお旧北恵那交通車には北恵那交通在籍の時のままの塗装のものもある。なお、東濃鉄道自体には大型車（日野・セレガ、三菱ふそう・エアロエース）のみが在籍しており、中型車（大型ショートも含む）は東鉄タクシーが保有する。
また、観光バスには、それぞれ名称があり、一般的な貸切車として、日野 セレガ53人乗りには「Super Coach H53」、日野 セレガ60人乗りには「Super Coach H60」、三菱ふそう エアロエース53人乗りには「Super Coach M53」という名称（メーカーの頭文字＋乗車定員）が付けられている。
乗車定員が少なく、オットマンなどの装備を備える貸切車として、三菱ふそう エアロエース44人乗りには「ComfortSS 44」と、新型エアロエース(通称:令和顔)には「Elegant Saloon」という名称が付けられている。
乗車定員36人のスーパーハイデッカー仕様の貸切車として、三菱ふそう エアロクイーン36人乗りには「Executive V1 36」という名称が付けられている。

## 鉄道路線（全廃）
東濃鉄道笠原線・東濃鉄道駄知線を参照。

## グループ会社
- 東鉄商事株式会社 - 1962年5月21日設立。恵那峡遊覧船の運行および流通業（石油類販売ほか）などを手掛ける企業[13]
- 東鉄タクシー株式会社（多治見市） - 1973年4月11日設立、一般乗用旅客自動車運送事業。
- 坂下タクシー株式会社（愛知県春日井市） - 1959年6月26日設立、一般乗用旅客自動車運送事業。

過去のグループ会社
- 東鉄観光株式会社（多治見市） - 旅行業、1967年4月1日設立。
  - 東濃鉄道の貸切バスを使用した国内旅行などを中心とした「とうてつグリーンツアー」を主催し、東濃鉄道の営業エリア内にある主要駅付近に設置する6店舗で販売するほか、同社の営業所にも販売を委託していた。2020年10月1日付で東濃鉄道と経営統合。